# Écuelle
Écuelle é uma comuna francesa na região administrativa de Borgonha-Franco-Condado, no departamento de Alto Sona. Estende-se por uma área de 5,56 km². Em 2010 a comuna tinha 69 habitantes (densidade: 12,4 hab./km²).